# Stupava (Malacky)
Stupava é uma cidade da Eslováquia, situada no distrito de Malacky, na região de Bratislava. Tem 67,544 km² de área e sua população em 2019 foi estimada em 12.108 habitantes.

## Ligações externas

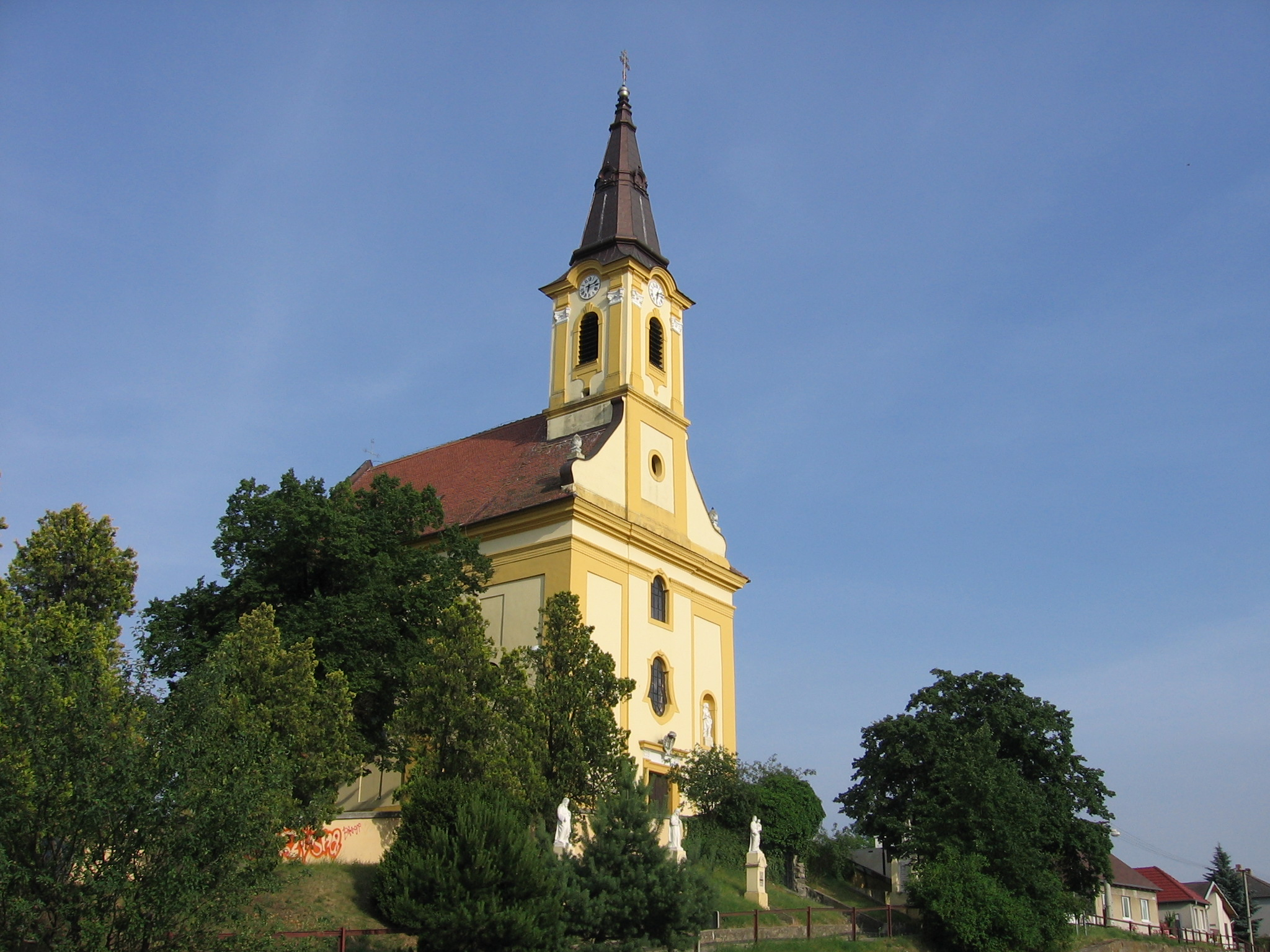
Igreja em Mást - Stupava

## Demografia
| Ano:        | 1994 | 2004   | 2014    | 2024    |
| ----------- | ---- | ------ | ------- | ------- |
| Broj ljudi: | 7874 | 8283   | 10 235  | 12 850  |
| Razlika:    |      | +5,19% | +23,56% | +25,54% |

| Ano:               | 2023   | 2024   |
| ------------------ | ------ | ------ |
| Número de pessoas: | 12 803 | 12 850 |
| Diferença:         |        | +0,36% |